# Hanjiang (Yangzhou)

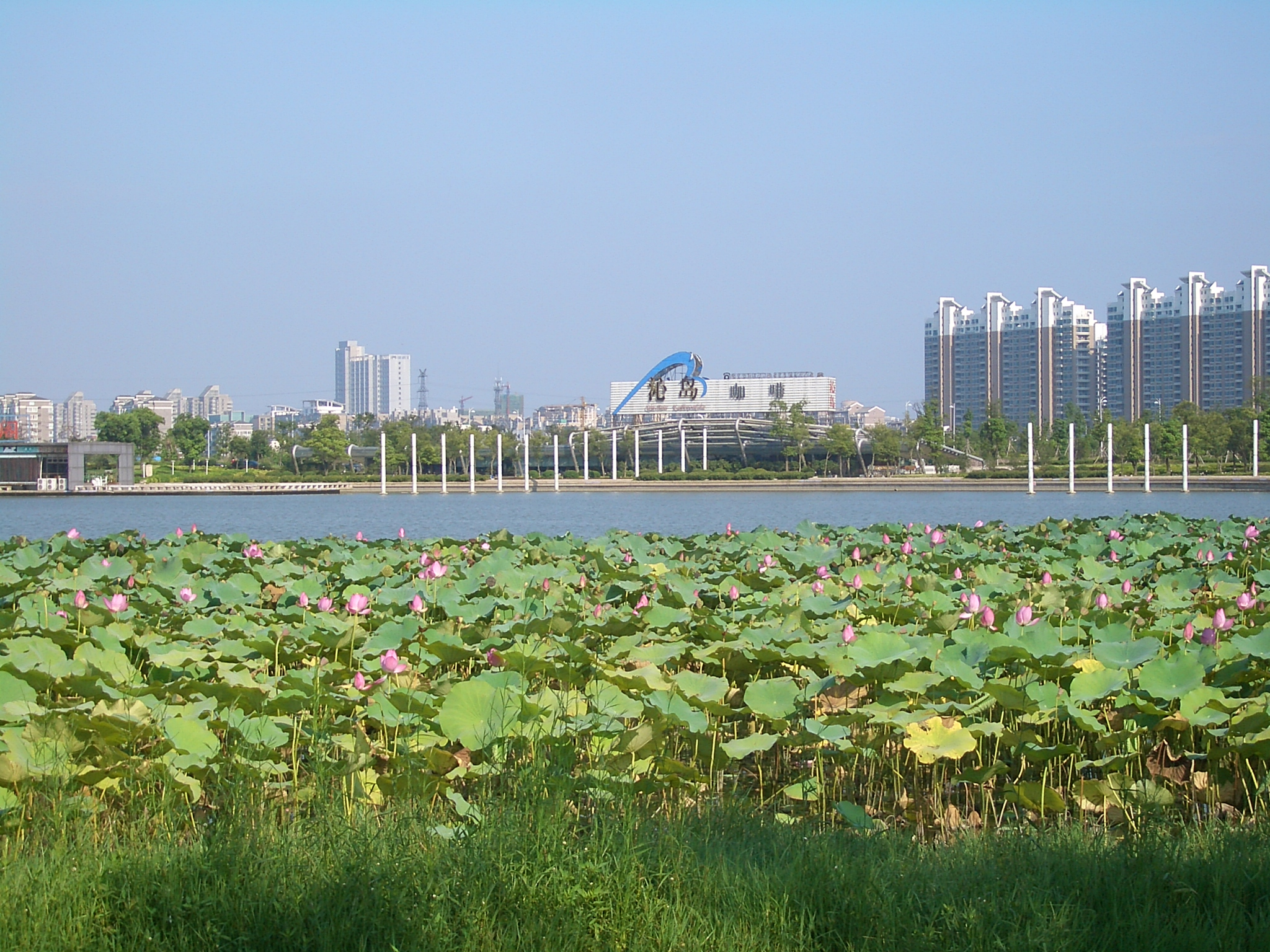
Blick über den See Mingyue Hu auf Hanjiang

Hanjiang (chinesisch 邗江区, Pinyin Hánjiāng Qū) ist ein chinesischer Stadtbezirk in der Provinz Jiangsu. Er gehört zum Verwaltungsgebiet der bezirksfreien Stadt Yangzhou. Hanjiang hat seit der Ausgliederung eines Teiles seines Verwaltungsgebietes und der Angliederung von Weiyang am 22. Oktober 2011 eine Fläche von 641 km². Im Jahre 2011 hatte er etwa 700.000 Einwohner.

## Administrative Gliederung
Auf Gemeindeebene setzt sich der Stadtbezirk aus elf Straßenvierteln, zehn Großgemeinden und drei Gemeinden zusammen. Diese sind:
- Straßenviertel Hanshang (邗上街道);
- Straßenviertel Jiangwang (蒋王街道);
- Straßenviertel Chahe (汊河街道);
- Straßenviertel Xinsheng (新盛街道);
- Straßenviertel Shuanqiao (双桥街道);
- Straßenviertel Meiling (梅岭街道);
- Straßenviertel Ganquan (甘泉街道);
- Straßenviertel Shouxihu (瘦西湖街道);
- Straßenviertel Yangzijin (扬子津街道);
- Straßenviertel Wenhui (文汇街道);
- Straßenviertel Zhuxi (竹西街道);
- Großgemeinde Gongdao (公道镇);
- Großgemeinde Fangxiang (方巷镇);
- Großgemeinde Huaisi (槐泗镇);
- Großgemeinde Guazhou (瓜洲镇);
- Großgemeinde Yangshou (杨寿镇);
- Großgemeinde Yangmiao (杨庙镇);
- Großgemeinde Xihu (西湖镇);
- Großgemeinde Bali (八里镇);
- Großgemeinde Puxi (朴席镇);
- Großgemeinde Shiqiao (施桥镇);
- Gemeinde Pingshan (平山乡);
- Gemeinde Hanjiang (双桥乡);
- Gemeinde Chengbei (城北乡).

Der Sitz der Bezirksregierung befindet sich im Straßenviertel Hanshang.
Die fünf Großgemeinden Lidian, Touqiao, Shatou, Hangji und Tai’an wurden im Jahre 2011 an den Stadtbezirk Guangling abgetreten.